# Train léger viennois
La ligne de train léger viennois (en allemand : Wiener Lokalbahn) ou ligne Vienne-Baden (en allemand : Lokalbahn Wien-Baden) est une ligne de chemin de fer secondaire dans la région métropolitaine de Vienne, en Autriche.